# Plateau des Spite
En astrophysique, le plateau des Spite, parfois appelé plateau du lithium, désigne la persistance d'une abondance de lithium qui tend à devenir constante pour les étoiles les plus anciennes — dites « de population II » — du halo galactique alors que l'abondance des éléments chimiques plus lourds tend vers zéro lorsque l'âge des étoiles tend vers l'âge de l'univers — étoiles de faible métallicité. Plus précisément, l'abondance en lithium exprimée en fonction de la température effective des étoiles de population II forme un plateau pour les températures effectives inférieures à log Teff ≈ 3,75 — environ 5 600 K.
Ce phénomène a été découvert et publié en 1982 par deux astrophysiciens français, Monique et François Spite, de l'Observatoire de Paris à Meudon,. Cette observation a été interprétée comme l'indication de la nucléosynthèse primordiale du lithium à la suite du Big Bang, et la concentration en lithium observée dans les étoiles à plus faible métallicité connue a longtemps été vue comme un puissant argument étayant la cosmologie du Big Bang, en permettant de calculer la densité baryonique de l'Univers — le rapport entre la concentration de baryons et de photons. Ainsi, les concentrations en isotopes stables « primordiaux » — 1H, 2H, 3He, 4He, 6Li et 7Li — mesurées dans les étoiles les plus vieilles connues étaient-elles en accord avec une valeur unique de densité baryonique à l'issue du Big Bang.

Omega Centauri vu par le VST à l'Observatoire du Cerro Paranal de l'ESO dans le désert d'Atacama au Chili. Cet amas globulaire, qui contient de l'ordre de 300000 étoiles dont une forte proportion de population II, serait les restes du noyau d'une galaxie capturée par la Voie lactée.

Cependant, les mesures les plus récentes, réalisées avec une marge d'erreur sensiblement plus faible qu'il y a trente ans, ont mis en évidence une abondance en lithium inférieure à celle déduite de la densité baryonique de l'Univers retenue par les modèles cosmologiques actuels, et ce y compris dans omega Centauri. Ce dernier est un amas globulaire atypique, constitué d'étoiles d'âges et de métallicité différentes, ce qui indique qu'il ne s'agirait pas d'un amas globulaire « standard » mais plutôt des restes du noyau d'une petite galaxie capturée par la Voie lactée. Au sein de cet amas se trouvent un grand nombre d'étoiles de population II, lesquelles montrent les mêmes aboncances en lithium que les étoiles de notre galaxie, ce qui signifie que l'appauvrissement en lithium par rapport aux modèles cosmologiques n'est pas un phénomène local limité à la Voie lactée.
Les étoiles étudiées ayant des âges compris dans une fourchette de cinq milliards d'années, l'observation au sein d'omega Centauri d'un plateau des Spite du même ordre que celui observé au sein des étoiles du halo de notre galaxie impose des contraintes très strictes aux explications avancées jusqu'alors et qui font appel à des phénomènes localisés et dépendants du temps pour expliquer la différence entre le niveau théorique et le niveau observé de l'abonance en lithium dans les couches superficielles des étoiles de population II du halo galactique.
Ainsi, une explication avancée est la consommation du lithium par fusion nucléaire au-delà de 2 × 106 K au cœur d'une génération d'étoiles massives qui auraient précédé les étoiles de population II actuellement observées — mais il reste alors à expliquer pourquoi ce phénomène aurait été identique dans au moins deux galaxies, la nôtre et celle à l'origine d'omega Centauri — tandis qu'une autre explication repose sur la diffusion du lithium atmosphérique vers les couches intérieures des étoiles de population II — mais alors il reste à expliquer pourquoi l'abondance en lithium observée tend vers une valeur constante quand on observe des étoiles de plus en plus âgées, alors que la diffusion est un processus physique progressif qui dépend précisément du temps.